# The Catch
The Catch var en musikgrupp bestående av David A. Stewart, Annie Lennox och Pete Coombes. De släppte singeln "Borderline" / "Black Blood" 1977. Eddie Chin och Jim Toomey anslöt sig 1977 och bandet bytte namn till The Tourists. Stewart och Lennox är mest kända som medlemmarna i brittiska gruppen Eurythmics.

## Medlemmar
- Peet Coombes – sång, gitarr
- David A. Stewart – gitarr
- Annie Lennox – sång, keyboard

## Diskografi
- "Borderline" / "Black Blood" (1977) (singel)